# Галатасарай (острів)
Острів Галатасарай (тур. Galatasaray Adası) — невеликий острів у протоці Босфор навпроти району Куручешме в Стамбулі, Туреччина, належить спортивному товариству Галатасарай.
Острів розташований на північ від Першого Босфорського мосту, за 165 метрів від європейського узбережжя Стамбула, що робить його легко доступним за допомогою поромів. Розташування острова робить його привабливим місцем для житлових будинків, барів, ресторанів. Також на острові є 2 плавальних басейни.

## Історія

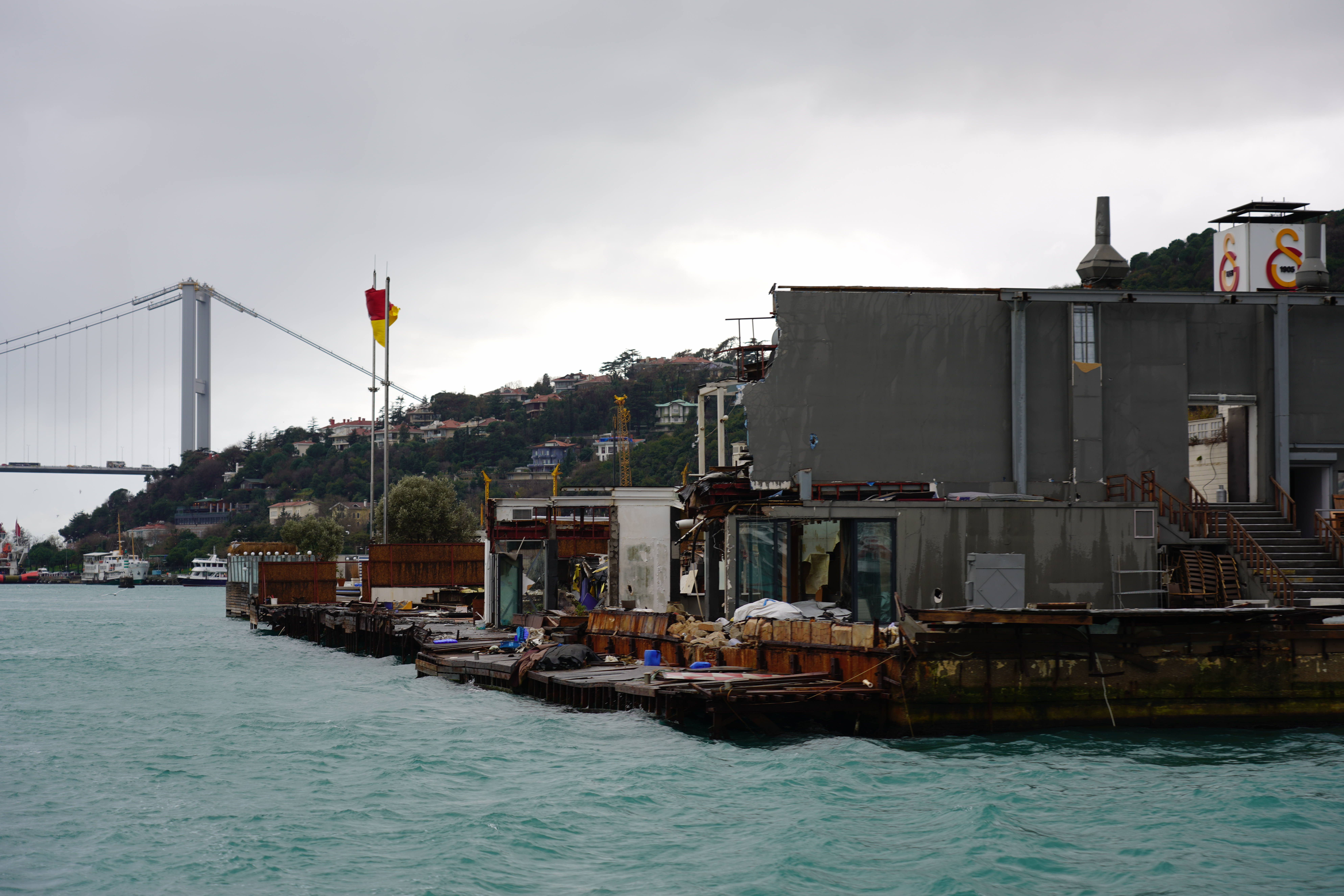
Вигляд на Босфор з острова Галатасарай

У 1872 році османський султан Абдул-Азіз (правив у 1861—1876 роках) подарував острів придворному архітекторові Саркісу Бальяну, який побудував триповерховий будинок на ньому для власного проживання. В 1874 році, протягом кількох своїх візитів в Стамбул, Іван Айвазовський зупинявся в садибі Саркіса на острові, і написав тут кілька картин, подарованих ним султанові для палацу Долмабахче.
В цей час острів називали «Острів Саркіс-бея». Саркіс жив на острові аж до своєї смерті в 1899 році. Після Першої світової війни його законний спадкоємець здав острів в оренду компанії Şirket-i Hayriye Ferry Enterprise, яка займалася пасажирськими поромами в Стамбулі. У цей час острів став відомий як Куточок раю. Довгий час острів використовувався як склад вугілля.
В 1957 році спортивний клуб «Галатасарай» викупив острів і почав його використовувати для своїх приміщень та спортивних споруд. Плавальний басейн на острові використовувала команда водного поло для тренувань з 1957 по 1958 років.
Восени 2002 року острів почали упорядковувати. З липня 2007 року, після закінчення будівництва, острів стає місцем відпочинку і розваг для членів клубу Галатасарай і стамбульців.
4 жовтня 2007 року пожежа на кухні в одному із закладів знищила два ресторани і пошкодила 4 інших приміщення на острові.